# Ghiacciaio dell'Aletsch
Il ghiacciaio dell'Aletsch è il ghiacciaio più esteso delle Alpi con oltre 120 km² di superficie, situato in Svizzera, nei cantoni Berna e Vallese.

## Descrizione
Di tipo "vallivo", deriva il nome da una delle più elevate vette che dominano la zona, l'Aletschhorn; ha origine dal bacino glaciale alla base delle maggiori cime dell'Oberland bernese, a meridione del famoso trio: Jungfrau, Mönch, Eiger, ricevendone le ampie colate che confluiscono nel Konkordiaplatz, un vasto altopiano glaciale pressoché pianeggiante largo oltre 5 km, e con uno spessore di ghiaccio stimato in circa 1 500 m.
Sul suo lato orientale si trova un lago glaciale, lago Märjelen (Gr. Märjelensee) (2 350 m s.l.m.). Ad ovest si trova l'Aletschhorn (4 195 m), scalato la prima volta nel 1859. Il fiume Rodano scorre lungo il fianco meridionale delle montagne.
- Dal versante occidentale scorre il Grande Aletschfirn, che segue il lato nord dell'Aletschhorn e del Dreieckhorn. L'Aletschfirn viene rifornito a nord da tre lingue: l'Ebnefluhfirn, il Gletscherhornfirn ed il Kranzberfirn. Tutte queste lingue nascono ad un'altezza di circa 3 800 m. Da Ebnefluhfirns alla Konkordiaplatz, l'Aletschfirn è lungo circa 9 km. Da ovest, l'Aletschfirn nasce dai 3 173 m d'altezza del Gletscherpass, il Lötschenlücke, che lo porta nel Langgletscher, e quindi alla valle del Lötschental.
- Dal versante nordoccidentale nasce il Jungfraufirn. Questa lingua rappresenta il prolungamento del ghiacciaio dell'Aletsch, che è il più corto dei tre ghiacciai. La fonte si trova sul lato sud del Mönch. Quando raggiunge il Konkordiaplatz la lingua ha raggiunto i 7 km scarsi di lunghezza. Nel suo punto massimo raggiunge i due km di larghezza, mentre a valle si riduce ad un chilometro.
- Da lato nord nasce il Ewigschneefeld (campo eterno innevato). In un'ansa costeggia il Trugberg ad ovest ed il Gross Fiescherhorn ed il Grünhorn ad est, raggiungendo Konkordiaplatz. In questo punto è lungo circa 8 km e largo 1,2 km.

Un altro affluente del Konkordiaplatz, da est, è il piccolo ma importante Grüneggfirn (3 km di lunghezza e 300 m di larghezza). Questa lingua unisce il ghiacciaio dal passo Grünhornlücke (3 280 m) al Ghiacciaio di Fiesch ad est.
Da Konkordiaplatz, il ghiacciaio dell'Aletsch ha una larghezza di circa 1.5 chilometri e si muove ad una velocità di circa 180 metri l'anno verso sudest lungo il corso della valle del Rodano, costeggiando il Dreieckhorn ad ovest ed il grande Wannenhorn ad est. A questo punto fa una grande curva a destra e si muove verso sudovest, costeggiando il fianco dell'Eggishorn e del Bettmerhorn.
La parte inferiore del grande ghiacciaio dell'Aletsch è coperta per buona parte da detriti provenienti dalle morene laterali e centrali. Il punto più avanzato del ghiacciaio si trova a circa 1560 metri di altezza, ben lontano dall'inizio della zona alberata. Da esso nasce il fiume Massa, che corre lungo il Massa Canyon e viene utilizzato per generare energia idroelettrica. Prosegue attraverso la metà alta del distretto di Brig, per poi confluire nel Rodano.
Nel Konkordiaplatz il ghiaccio ha uno spessore di 900 metri, ma durante la discesa buona parte fonde arrivando a circa 150 metri.
La caratteristica morena scura, situata al centro del ghiacciaio, si muove in due fasce dal Konkordiaplatz per l'intera lunghezza della lingua avanzata del ghiacciaio. Questa morena è il risultato del confluire delle tre lingue che alimentano il ghiacciaio. La parte occidentale della morena è stata chiamata Kranzbergmoräne, mentre quella orientale Trugbergmoräne.

## Variazioni frontali recenti

Immagini NASA World Wind del 1990 e collezione di immagini del 2000 NASA GeoCover (Landsat 4/5 e Landsat 7 TM/ETM)

Nell'immagine si vede solo una leggera ritirata ed assottigliamento nel decennio 1990-2000, ma si registra un andamento più problematico a lungo termine.

Evoluzione del ghiacciaio in metri (1881-2002). In verde, le differenze di lunghezza cumulative. In rosso, le variazioni di lunghezza annuali
Evoluzione dell'Oberaletsch
Evoluzione del Grosser Aletsch
Evoluzione del Mittelaletsch

### Turismo

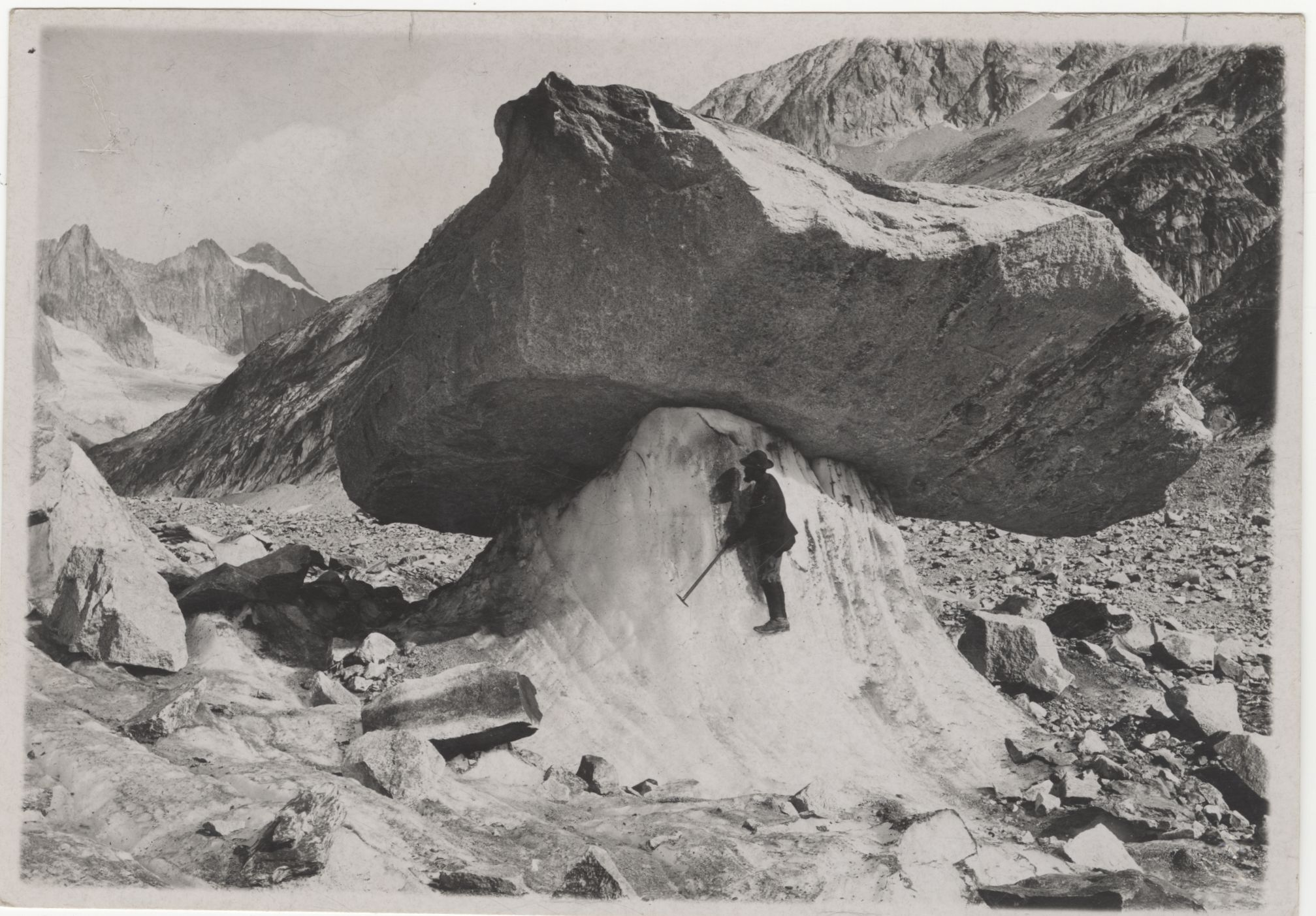
Il ghiacciaio dell'Aletsch nel 1940

Il ghiacciaio è meta di numerosi alpinisti e scialpinisti, che ne risalgono il bacino per raggiungere le vette che lo circondano trovando un ideale punto d'appoggio nella Konkordiahütte, uno dei rifugi storici delle Alpi svizzere. È inoltre meta degli studiosi e degli appassionati di speleologia glaciale, che ne discendono i grandi crepacci, i pozzi, i mulinelli e le tante spaccature che sprofondano nel corpo glaciale in molti casi per decine di metri.

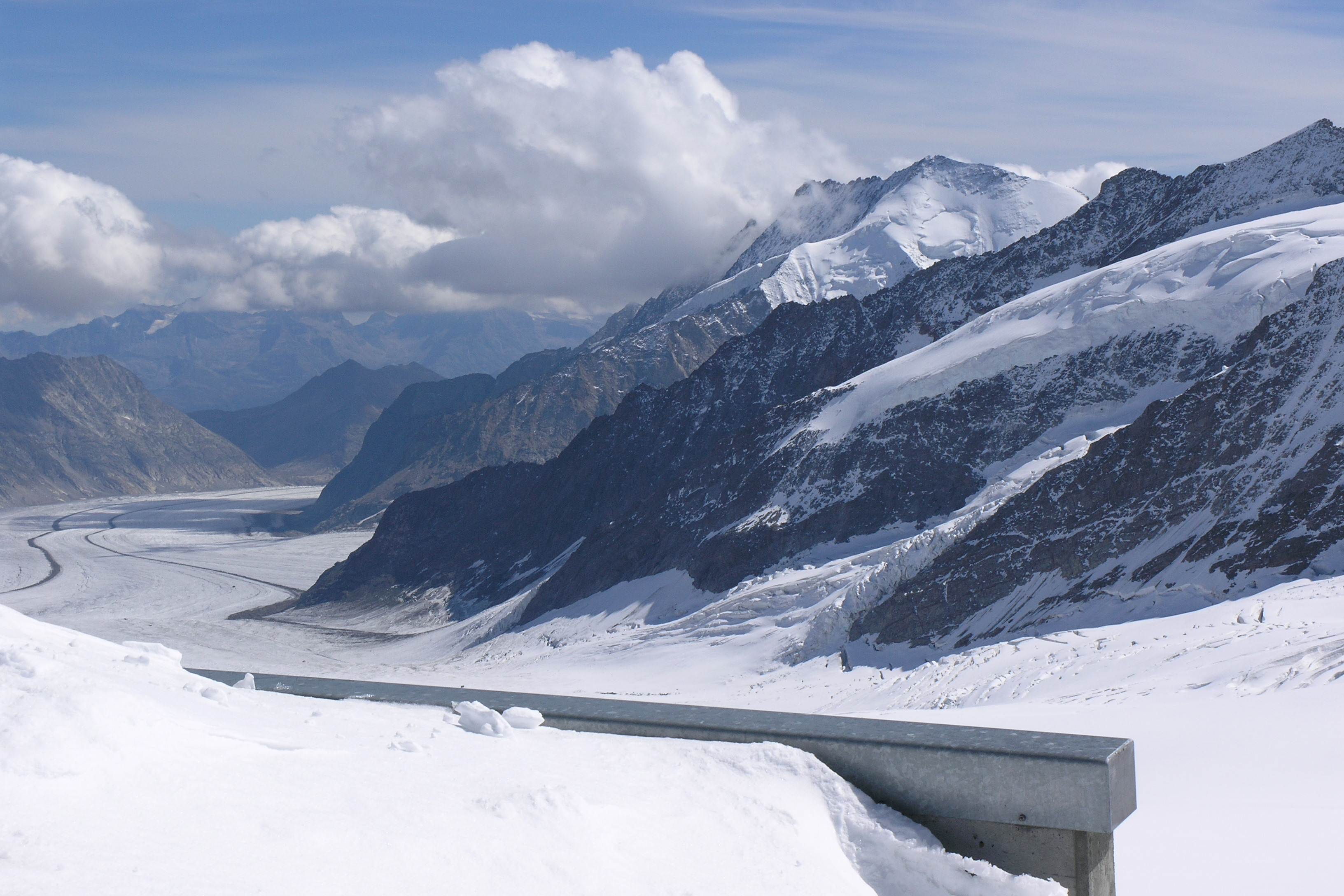
Il ghiacciaio dell'Aletsch in estate